# Bahía Hércules
La bahía Hércules es una bahía de la isla San Pedro, que se encuentra en la costa norte-central de la isla, al norte de la bahía Stromness y en cercanías de la estación ballenera de puerto Leith.
El islote próximo a la punta oriental de esta bahía es uno de los puntos que determinan las líneas de base de la República Argentina, a partir de las cuales se miden los espacios marítimos que rodean al archipiélago.
Dicha isla forma parte del archipiélago de las Georgias del Sur, considerado por la Organización de las Naciones Unidas (ONU) como un territorio en litigio de soberanía entre el Reino Unido —que lo administra como parte de un territorio británico de ultramar— y la República Argentina, que reclama su devolución, y lo incluye en el departamento Islas del Atlántico Sur de la provincia de Tierra del Fuego, Antártida e Islas del Atlántico Sur.